# تاکاشی ایره
تاکاشی ایره (انگلیسی: Takashi Irie؛ زادهٔ ۱۰ مهٔ ۱۹۵۸) کشتی‌گیر اهل ژاپن بود.
وی در مسابقات کشوری و بین‌المللی در مجموع برندهٔ ۲ مدال طلا، ۱ مدال نقره، ۱ مدال برنز شده‌است.